# Florent Ogier
Florent Ogier (Lione, 21 marzo 1989) è un calciatore francese, difensore del Mohammedan.

## Carriera
Ha giocato nella prima e nella seconda divisione francese e nella prima divisione indiana.